# Kostandhra
|frameless|upright=1.2]]
| Pays        | Inde                 |
| État        | Andhra Pradesh       |
| Coordonnées | 15° 48′ N, 80° 54′ E |

| Statut | Entité territoriale administrative de l'Inde |

Kostandhra, en télougou : కోస్తా (IAST : Kōstāndhra), ou Andrha côtier est une région géographique de l'État indien de l'Andhra Pradesh. 
Elle est bordée par l'Uttaraandhra, le Rayalaseema et le Telangana. Le Kostandhra faisait partie de l'État de Madras (en) avant 1953 puis de l'État d'Andhra (en) de 1953 à 1956. Selon le recensement de l'Inde de 2011, la région et ses districts comptent une population de 34 195 655 habitants.
Vijayawada est la plus grande ville de la région.

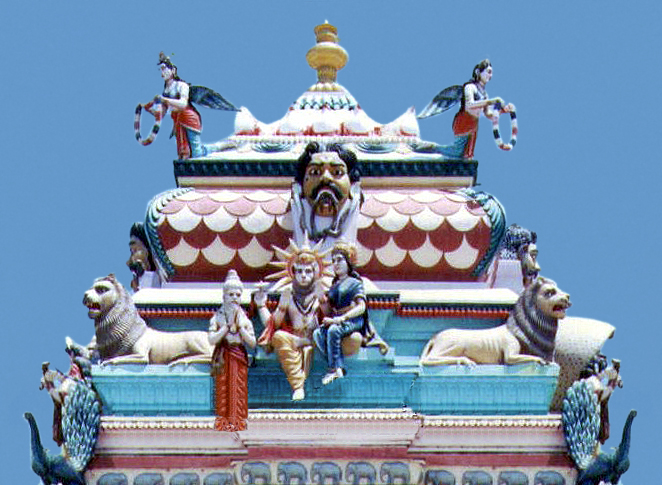
Temple d'Antarvedi.
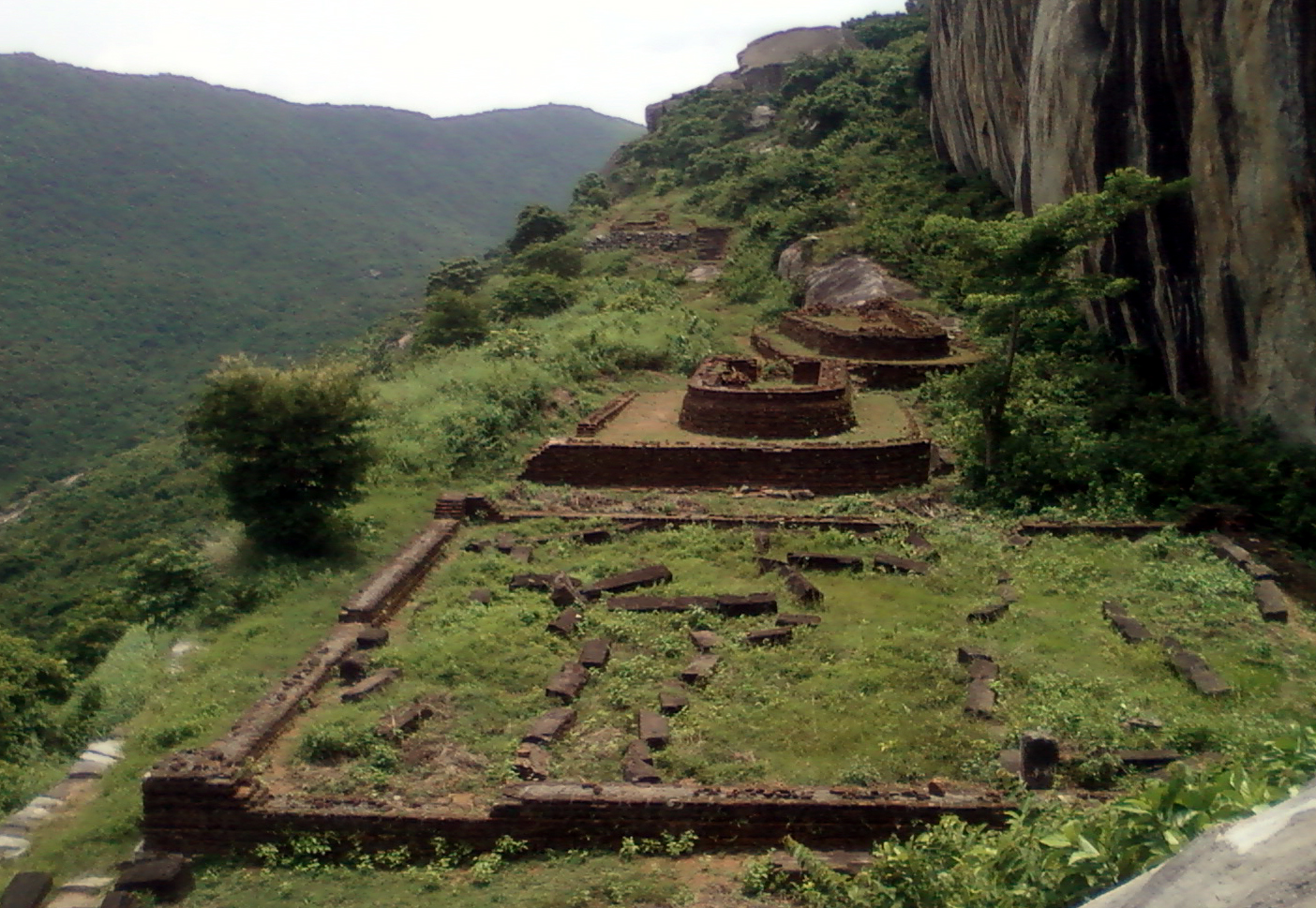
Vestiges du monastère bouddhiste de Gurubhaktulakonda.
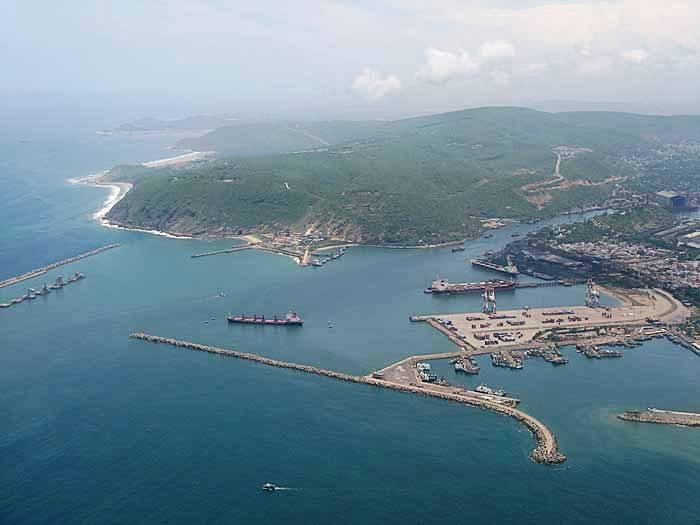
Vue du port de Visakhapatnam.